# 1166 Sakuntala
Sakuntala (asteróide 1166) é um asteróide da cintura principal com um diâmetro de 28,74 quilómetros, a 2,0104638 UA. Possui uma excentricidade de 0,2073339 e um período orbital de 1 475,38 dias (4,04 anos).
Sakuntala tem uma velocidade orbital média de 18,70207377 km/s e uma inclinação de 18,88935º.
Esse asteróide foi descoberto em 27 de Junho de 1930 por Praskovjya Parkhomenko.